# Rosa Welt-Straus
Rosa Welt-Straus (1856–1938) va ser una sufragista i feminista. Nascuda a l'Imperi Austríac, va ser la primera noia d'aquest país que es va graduar de l'escola secundària i la primera dona austríaca que va obtenir una llicenciatura en medicina, així com la primera dona oculista d'Europa.
Va obtenir la llicenciatura de medicina el 1878 a la Universitat de Berna. Tenia tres germanes, Ida, Leonora i Sara. Després que ella i una de les seves germanes van arribar a Amèrica, va treballar com a cirurgiana oftalmològica a l'hospital oftalmòleg i a l'Hospital de la Dona de Nova York. Es va casar amb l'empresari Louis Straus i va tenir una filla, Nellie Straus-Mochenson. El 1904, va participar en el primer congrés de l'Aliança Internacional per al Sufragi Femení com a membre de la delegació nord-americana. Va continuar participant com a tal durant un temps, i més tard va representar la Unió de Dones Hebrees per la Igualtat de Drets a Eretz Israel en aquestes assemblees.
El 1919 es va crear el primer partit de dones a nivell nacional al Nou Yishuv (la Unió de Dones Hebrees per la Igualtat de Drets d'Erez Israel), i Welt-Straus, que hi havia emigrat aquell any, en va ser nomenada líder, que va continuar fins a la seva mort. El juliol de 1920 va viatjar a Londres per participar en l'assemblea en què es va establir l'Organització Sionista Internacional de Dones (WIZO), i més tard aquell any va representar la Unió de Dones Hebrees per la Igualtat de Drets a Eretz Israel al congrés de l'Aliança Internacional per al Sufragi Femení de Ginebra. Va representar l'Aliança Internacional per al Sufragi Femení en comitès internacionals, va participar en tots els seus congressos i sovint va ser inclosa en delegacions als primers ministres dels països que celebraven els congressos.
El 1926 els haredim, que preferien no enfrontar-se a la possibilitat d'un plebiscit, van abandonar l'Assemblea de Representants del yishuv, i aquell any es va fer una declaració oficial (ratificada pel govern de mandat el 1927) que confirmava "la igualtat de drets de les dones en tots aspectes de la vida al yishuv – civil, polític i econòmic". Welt-Straus va morir a Ginebra el 1938.